# Émile Argand
Émile Argand (Ginevra, 1879 – Neuchâtel, 1940) è stato un geologo svizzero.
Studioso di tettonica, spiegò la struttura delle Alpi con l'ipotesi delle falde di ricoprimento che egli considerò causate da spinte tangenziali orogenetiche conseguenti alla deriva dei continenti (fu tra i primi ad accettare e ad applicare la teoria di Wegener). Dopo aver lungamente viaggiato, sintetizzò le sue osservazioni nell'opera La tectonique de l'Asie (1924) che offre un quadro generale della tettonica di tutta la Terra. Ad Argand si devono inoltre i primi stereogrammi tettonici, cioè le prime rappresentazioni spaziali delle strutture geologiche profonde. Dal 1911 fu docente a Neuchâtel. Nel 1916 pubblicò una sintesi tettonica di una vasta fascia alpina riguardante il Mar Ligure.